# Roberto Fernández Bonillo
Roberto Fernández Bonillo semplicemente noto come Roberto (Betxí, 5 luglio 1962) è un dirigente sportivo, allenatore di calcio ed ex calciatore spagnolo, di ruolo centrocampista.

## Carriera
Giocò nella Spagna dal 1982 al 1991, partecipando al campionato d'Europa 1984 e al campionato del mondo 1990.

## Palmarès
- Coppa di Spagna: 2

Barcellona: 1987-1988, 1989-1990
- Coppa delle Coppe: 1

Barcellona: 1988-1989